# Henri J. M. Nouwen

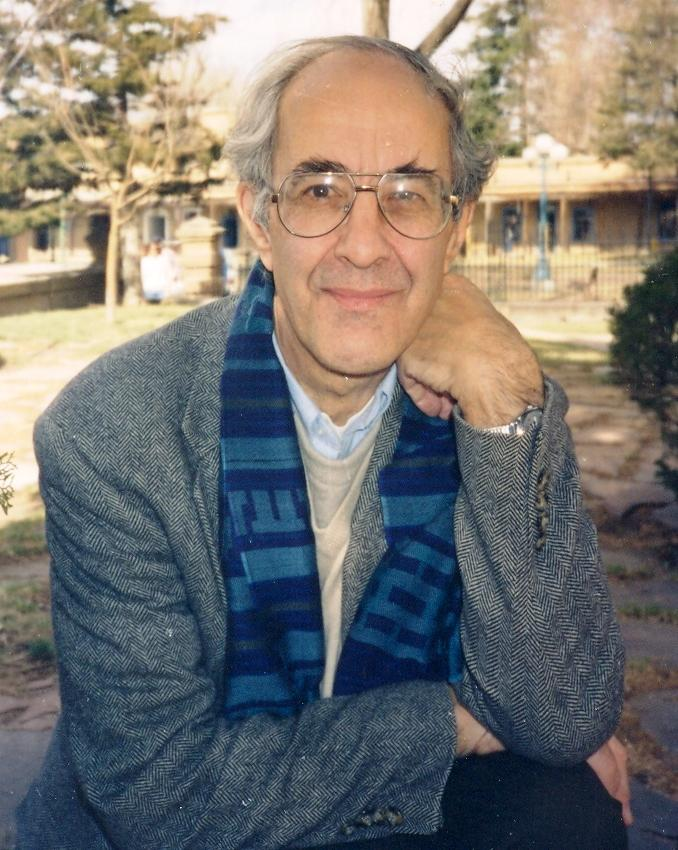
Henri Nouwen

Henri Jozef Machiel Nouwen (* 24. Januar 1932 in Nijkerk, Provinz Gelderland; † 21. September 1996 in Hilversum) war ein niederländischer katholischer Theologe, Priester, Psychologe und bedeutender geistlicher Schriftsteller, der vor allem an der Yale University und der Harvard University in den USA wirkte und zehn Jahre in einer christlichen Lebensgemeinschaft in Kanada lebte. Er veröffentlichte etwa 40 Bücher und Hunderte von Artikeln zu spirituellen Themen. Seine Werke wurden insgesamt über 7 Millionen Mal verkauft, in über 30 Sprachen übersetzt und von einem breiten Publikum gelesen.

## Leben
Nouwens Vater war der Rechtsanwalt für Steuerfragen Laurent Nouwen, seine Mutter Maria Ramselaar arbeitete als Buchhalterin im Familienunternehmen. Henri war das älteste von vier Kindern. Bereits als Kind wollte er Priester werden. Seine Kindheit war mitgeprägt von der deutschen Besatzung der Niederlande von 1940 bis 1945. Nach dem Schulabschluss in Den Haag 1950 nahm Nouwens 1951 das Studium der Theologie und Philosophie an den Priesterseminaren in Apeldoorn und Rijsenburg bei Utrecht auf. 1957 empfing er dort die Priesterweihe.
Von 1957 bis 1964 studierte Nouwen an der katholischen Radboud-Universität Nimwegen Psychologie, danach von 1964 bis 1966 an der Menninger Klinik, einem pastoralpsychologischen Institut in Topeka in Kansas. Von Januar 1966 bis 1968 lehrte er als Gastdozent für Psychologie an der University of Notre Dame in South Bend (Indiana). Er interessierte sich für die Bürgerrechtsbewegung und traf Martin Luther King auf dessen Marsch von Selma nach Montgomery in Alabama.
Nach seiner Rückkehr in die Niederlande war Nouwen am Pastoralinstitut in Amsterdam tätig und promovierte an der Nimweger Fakultät in Theologie. In Utrecht lehrte er von 1968 bis 1970 Pastoralpsychologie und Spiritualität. Während dieser Zeit erschien sein erstes Buch Mit offenen Händen. Über das Beten. Von 1971 bis 1981 forschte und lehrte er schwerpunktmäßig an der Yale Divinity School der Yale-Universität in New Haven in Connecticut auf den Gebieten Mystik, Spiritualität, praktische Pastoral und Pastoralpsychologie und veröffentlichte drei weitere Bücher.
1974 zog Nouwen sich für sieben Monate in die Abtei Genesee der Trappisten zurück. Von den in dieser Zeit gewonnenen Eindrücken und Einsichten berichtete er in dem Buch Ich hörte auf die Stille.
1978 war Nouwen fünf Monate als Gastdozent am Päpstlichen Nordamerika-Kolleg in Rom tätig, wo auch sein Buch Gottes Clown sein entstand. Im selben Jahr starb seine Mutter, zu der er eine enge Beziehung hatte und die ihn in seiner spirituellen Entwicklung beeinflusst hatte. Ihren Tod verarbeitete er in dem Buch Sterben, um zu leben.
1981 verließ Nouwen die Yale-Universität, um für ein halbes Jahr in Lateinamerika das Leben mit den Armen kennenzulernen. Er reiste nach Bolivien und Peru, um in Lima mit Gustavo Gutiérrez, dem Mitbegründer und Namensgeber der Befreiungstheologie, in Kontakt zu treten. 1983 folgte er einem Ruf der Harvard-Universität und lehrte Theologie an der Harvard Divinity School in Cambridge in Massachusetts.
1985 erhielt Nouwen den Thomas Merton Award für Frieden und soziale Gerechtigkeit. Neue Eindrücke gewann er 1983 durch den Besuch der 1964 gegründeten Arche des Kanadiers Jean Vanier, einer Lebensgemeinschaft von Menschen mit und ohne Behinderung in Frankreich. Diese tiefgehende Erfahrung veranlasste ihn im Sommer 1985, die Harvard University zu verlassen und ein Jahr in der Arche in Trosly-Breuil zu leben. Mitte 1986 besuchte er das Haus der verstorbenen französischen Mystikerin Marthe Robin in Châteauneuf-de-Galaure im Département Drôme. Ende 1986 fand er in der Arche-Gemeinschaft Daybreak in Richmond Hill bei Toronto in Kanada ein bleibendes Zuhause, wo er mit sechs behinderten Personen zusammen wohnte und als geistlicher Leiter, Seelsorger und zugleich Lernender bis zu seinem unerwarteten Tod 1996 wirkte.
1996 reiste Nouwen nach St. Petersburg, um einen Film über Rembrandts Gemälde Die Rückkehr des verlorenen Sohnes zu drehen. Bei einem Zwischenhalt in den Niederlanden starb er in Hilversum an einem Herzinfarkt.

## Rezeption und Kontroversen
Nach seinem Tod wurden eine Gesellschaft, eine Stiftung in Rotterdam sowie im Jahr 2000 ein Archiv und eine Forschungsstelle an der John M. Kelly Library der University of St. Michael’s College in Toronto gegründet, um sein umfangreiches schriftstellerisches Werk zu bewahren, zu erforschen und zu veröffentlichen.
Im Jahr 2002 erschien Michael Fords Biografie Wounded Prophet (deutsch: Verwundeter Prophet), in dem Nouwen aufgrund von Aussagen aus seinem Umfeld eine homosexuelle Orientierung zugeschrieben wurde. Diese These ist umstritten, da Nouwen selbst sich öffentlich nie direkt dazu geäußert hat. Leanne Payne, die 1981 als seine Assistentin an der Yale Divinity School gearbeitet hatte, bezeichnete die These als zu oberflächlich. Ihre Einschätzung war, dass obwohl Nouwen in seiner Kindheit Traumata erlebt, eine starke Mutterbindung, ein unsicheres Lebensgefühl entwickelt und tiefe Depressionen durchlitten hatte, sei er durch mit Gott gemachten Erfahrungen zu einem starken Selbst geworden.
Nouwen war imstande, vielen innerlich bedürftigen Menschen zu helfen, weil er seine eigene Gebrochenheit, Zerrissenheit und Verzweiflung gut kannte und beschreiben konnte. Er „umarmte“ seine „Dämonen“ und nannte sie auch „verkleidete Engel“. Manchmal war aber sein Bedürfnis nach Bestätigung so groß, dass er damit selbst seine engsten Freunde überforderte und überwältigte.

## Werke
Nouwen fand als Autor geistlicher Literatur internationale Beachtung. In seinen ungefähr 40 Büchern verstand er es, fachwissenschaftliche Kenntnisse mit christlicher Spiritualität zu verbinden und für das geistliche Leben vieler Menschen aus unterschiedlichen christlichen Konfessionen nutzbar zu machen. Seine Bücher leben nicht zuletzt von der Wahrnehmung und Widerspiegelung eigener geistlicher Erfahrungen und den daraus abgeleiteten existentiellen Entscheidungen und Praktiken. Einzelne unveröffentlichte Texte – vor allem Tagebücher – wurden nach seinem Tod publiziert, wobei unklar bleibt, ob sie alle zur Veröffentlichung vorgesehen waren. Viele seiner Werke erfuhren zahlreiche Auflagen und wurden in über 30 Sprachen übersetzt.

## Schriften (Auswahl)
- Mit offenen Händen. Über das Beten, 1970; Patmos-Verlag, 1973, ISBN 3-491-00415-2; neuer Untertitel: Unser Leben als Gebet, Herder, Freiburg 1996, ISBN 3-451-23782-2.
- Schöpferische Seelsorge, Herder, Freiburg 1989; Neuauflage 1991, ISBN 3-451-21544-6.
- Geheilt durch seine Wunden. Wege zu einer menschlichen Seelsorge, Herder, Freiburg 1987; Neuauflage 1994, ISBN 978-3-451-20853-9.
- Der dreifache Weg. Drei Bewegungen spirituellen Lebens, 1975; St. Benno Verlag, Leipzig 1984 und 1988, ISBN 3-7462-0119-5; Herder, Freiburg 1991, ISBN 3-451-08737-5; neuer Titel: Die dreifache Spur. Orientierung für ein spirituelles Leben, Herder, Freiburg 2012, ISBN 978-3-451-33416-0.
- Ich hörte auf die Stille. Sieben Monate im Trappistenkloster, Herder Verlag, Freiburg 1978, 1997 und 2012, ISBN 978-3-451-06395-4; viele Auflagen.
- Feuer, das von innen brennt, Herder, Freiburg 1981, ISBN 978-3-451-19427-6.
- Das geteilte Leid, Herder Freiburg, 1983; Neuauflage 1986, ISBN 978-3-451-19714-7; mit Donald P. McNeill und Douglas A. Morrison.
- Gebete aus der Stille. Den Weg der Hoffnung gehen, Herder, Freiburg 1983; Neuauflage 2014, ISBN 978-3-451-06575-0.
- Wohin willst du mich führen. Notizen aus Lateinamerika, Herder, Freiburg 1983; Neuauflage 1989, ISBN 978-3-451-19885-4.
- Zeit, die uns geschenkt ist. Älterwerden in Gelassenheit, Herder, Freiburg 1983; Neuauflage 1991, ISBN 978-3-451-19760-4.
- Suche nach Einklang. Von der geistlichen Kraft der Erinnerung. Dienst und Gebet in Erinnerung an Jesus Christus, Herder, Freiburg 1988 (Neuauflage 1992, ISBN 978-3-451-20253-7; 1999. ISBN 978-3-451-08774-5)
- Gottes Clown sein. Reflektionen, Einsamkeit, Ehelosigkeit. Gebet und Kontemplation, Herder, Freiburg 1989; neuer Untertitel: Vom Beten und Dienen, 1992, ISBN 978-3-451-20544-6; Spiritualität und Dienst, 2014, ISBN 978-3-451-06574-3.
- Jesus, Sinn meines Lebens. Briefe an Marc, Herder, Freiburg 1988, ISBN 3-451-21329-X.
- Nachts bricht der Tag an. Tagebuch eines geistlichen Lebens, Herder, Freiburg 1989, 1992 und 1999, ISBN 978-3-451-21443-1.
- Der Spiegel des Jenseits. Gedanken um Tod und Leben, Herder, Freiburg 1990, ISBN 978-3-451-21869-9
- Im Haus des Lebens. Von der Angst zur Liebe, Herder, Freiburg 1990 und 1993; neuer Titel: Dem Leben neu begegnen. Wege aus der Angst, Claudius, München, 2011, ISBN 978-3-532-62423-4.
- Zeig mir den Weg. Ein Begleiter durch die Fasten- und Osterzeit, Herder, Freiburg 1990; Neuauflage 2008, ISBN 978-3-451-29357-3.
- Bilder göttlichen Lebens, Herder, Freiburg 1991.
- Er trägt unsere Last, Herder, Freiburg 1991, ISBN 978-3-451-21840-8.
- Sterben, um zu leben. Abschied von meiner Mutter, Herder, Freiburg, 1991 (Claudius Verlag, München 2011, ISBN 978-3-532-62418-0).
- Nähe. Sehnsucht nach lebendiger Beziehung. Essays über Pastoralpsychologie, Herder, Freiburg 1992, ISBN 978-3-451-22591-8.
- In ihm das Leben finden, Herder, Freiburg 1993, ISBN 978-3-451-19549-5.
- Seelsorge, die aus dem Herzen kommt, Herder, Freiburg 1993 (Neuauflage 2000, ISBN 978-3-451-21442-4)
- Die Gabe der Vollendung. Mit dem Sterben leben, Herder, Freiburg 1994, 1995 (und 1998, ISBN 978-3-451-23326-5)
- Du bist der geliebte Mensch. Religiös leben in einer säkularen Welt, Herder, Freiburg 1995 (Neuauflage 2006, ISBN 978-3-451-29282-8)
- Nimm sein Bild in dein Herz. Geistliche Deutung eines Gemäldes von Rembrandt, Herder, Freiburg 1991, ISBN 978-3-451-22404-1.
- Eintauchen in die Stille, Herder, Freiburg 1995, ISBN 978-3-451-23609-9.
- Die Kraft seiner Gegenwart. Leben aus der Eucharistie, Herder, Freiburg 1996, ISBN 978-3-451-23469-9.
- In ihm das Leben finden. Drei Meditationen über christliches Leben, Herder, Freiburg 1996.
- Leben im hier und jetzt. Jahreslesebuch, Herder, Freiburg 1996 und 2005.

Posthum erschienen
- Der Kelch unseres Lebens. Ganzheitlich Mensch sein. Herder, Freiburg 1997 (Neuauflage 2008, ISBN 978-3-451-32137-5)
- Siehe, ich mache alles neu. Trost in Trauer. Herder, Freiburg 1997, ISBN 978-3-451-26179-4.
- Was mir am Herzen liegt. Meditationen. Herder, Freiburg 1997 (5. Auflage 2000, ISBN 3-451-23607-9)
- Adam und ich. Eine ungewöhnliche Freundschaft. Herder, Freiburg 1998 (Neuauflage 2011, ISBN 978-3-451-06305-3)
- Das letzte Tagebuch. Herder, Freiburg 2000, ISBN 3-451-26111-1.
- Weihnachten mit Henri Nouwen. Texte für die Tage des Advents- und Weihnachtsrummels. Herder, Freiburg 2000, ISBN 978-3-451-27324-7.
- Auf der Suche nach dem Leben. Ausgewählte Texte. Herder, Freiburg 2001, ISBN 3-451-27588-0.
- Du schenkst mir Flügel. Gedanken der Hoffnung. Projektion J, Asslar 2002 (St. Benno, Leipzig, 2005, ISBN 3-7462-1540-4; Adeo, 2011, ISBN 978-3-942208-47-5)
- Weisheit aus der Wüste, Herder, Freiburg 2002, ISBN 3-451-05253-9.
- Dem vertrauen, der mich hält. Das Gebet ins Leben nehmen, Herder, Freiburg 2003, ISBN 3-451-27914-2.
- Höre auf die Stimme, die Liebe ist. Geistliche Deutung der Geschichte von Jesus. Mit Illustrationen von Rembrandt, Herder, Freiburg 2003 und 2008, ISBN 3-451-27903-7.
- Unser heiliges Zentrum finden. Jesus und Maria, Vier-Türme-Verlag, Münsterschwarzach 2003, ISBN 3-87868-609-9.
- Nach Hause finden. Wege zu einem erfüllteren Leben, Herder, Freiburg 2004, ISBN 3-451-28381-6 (2. Auflage 2010, ISBN 978-3-451-06301-5)
- Leben hier und jetzt: Jahreslesebuch, Herder, Freiburg 2005, ISBN 3-451-05570-8 (2012, ISBN 978-3-451-06396-1)
- In einem anderen Licht. Von der Kunst des Lebens und Sterbens, Herder, Freiburg 2006, ISBN 978-3-451-28899-9.
- Feuer in meinem Herzen. Die Kraft der Mitmenschlichkeit, Herder, Freiburg 2006, ISBN 978-3-451-29252-1 (mit Bildern von Vincent van Gogh)
- Bilder göttlichen Lebens. Ikonen schauen und beten, Herder, Freiburg 2007, ISBN 978-3-451-29652-9 (mit Peter Dyckhoff)
- Jesus. Eine Botschaft, die Liebe ist, Herder, Freiburg 2008, ISBN 978-3-451-32222-8 (mit Illustrationen von Rembrandt)
- Christi Weg nach unten. Eine Spiritualität für unsere Zeit, Herder, Freiburg 2009, ISBN 978-3-451-32188-7.
- Geliebt sein. Was es heißt, heute als Christ zu leben, Herder, Freiburg 2009, ISBN 978-3-451-32268-6.
- Aus der Einsamkeit leben, Claudius, München 2010, ISBN 978-3-532-62407-4.
- Sich dem Leben öffnen. Wie beten uns bereichert, Claudius, München 2010, ISBN 978-3-532-62417-3.
- Die Kraft eines weiten Herzens. Hundert Wort von Henry Nouwen, Herausgeber: Gudrun Griesmayr, Neue Stadt, 2011, ISBN 978-3-87996-921-0.
- In einem anderen Licht. Von der Kunst des Lebens und Sterbens, Herder, Freiburg 2011, ISBN 978-3-451-06306-0.
- Christi Weg nach unten. Eine Spiritualität für unsere Zeit, Herder, Freiburg 2012, ISBN 978-3-451-06548-4.
- Frieden stiften, Frieden leben, Claudius, München, 2012, ISBN 978-3-532-62434-0.
- Wenn dein Herz nach Hause kommt. Bild und Geschichte vom barmherzigen Vater. Geistliche Übungen, Herder, Freiburg 2013, ISBN 978-3-451-32306-5.
- Mit einem weiten Herzen. Betend leben lernen, Herder, Freiburg 2014, ISBN 978-3-451-32391-1.
- Jesus nachfolgen. Nach Hause finden in einem Zeitalter der Angst, Gabrielle Earnshaw (Hrsg.); Bernardin Schellenberger (Übersetzer), Originaltitel: Following Jesus, Neufeld Verlag, Cuxhaven 2021, ISBN 978-3-86256-162-9.
- Adam. Mein Freund ohne Worte, Übersetzer: Eva Weyandt, Neufeld Verlag, Cuxhaven 2022, ISBN 978-3-86256-177-3.

Hörbücher
- Auf die Stille hören, Herder, Freiburg 2000, ISBN 978-3-451-31027-0.
- Die Kraft des Segens, Herder, Steinbach 2006, ISBN 978-3-88698-882-2.
- Im Haus des Lebens. Von der Angst zur Liebe, ERF-Verlag, Wetzlar 2007, ISBN 978-3-86666-049-6.